# Synapturanus danta
Synapturanus danta — вид жаб родини карликових райок (Microhylidae). Описаний у 2022 році.

## Назва
Видова назва S. danta походить від іспанського слова «danta», що перекладається як «тапір», тому що профіль голови жаби нагадував першовідкривачам голову амазонського тапіра (Tapirus terrestris).

## Поширення
Ендемік Перу. Поширений в провінції Путумайо на півночі країни.

## Опис
Synapturanus danta має довжину тіла від 17,6 до 17,9 мм. Ніс подовжений. Шкіра коричневого кольору, іноді з жовтими або оранжевими плямами. Цей колір шкіри привернув увагу через свою схожість з шоколадом, порівнюючи цей вид з шоколадними жабами з серії книг і фільмів про Гаррі Поттера.